# Sonja - 16 år
Sonja – 16 år er en dansk film fra 1969.
- Manuskript Hans Abrahamsen efter en roman af Johannes Allen.
- Instruktion Hans Abrahamsen.

Blandt de medvirkende kan nævnes:
- Gertie Jung
- Bjørn Puggaard-Müller
- Jeanne Darville
- Poul Glargaard
- Rita Angela
- Mogens Brandt
- Ole Monty
- Niels Borksand
- Holger Vistisen
- Søren Strømberg